# フリードリヒスドルフ
フリードリヒスドルフ（ドイツ語: Friedrichsdorf, [ˈfriːdrɪçsdɔrf]）は、ドイツ連邦共和国ヘッセン州ダルムシュタット行政管区に属すホーホタウヌス郡の市である。フランクフルト・アム・マインの北約 20 km に位置している。

## 地理

### 位置
フリードリヒスドルフは、タウヌス山地の主脈の南斜面に位置しており、バート・ホムブルクおよびオーバーウルゼルに次ぐホーホタウヌス郡で3番目に大きな街である。市域はヴェッテラウへの移行部に属すブルクホルツハウゼンと同様に農業が盛んな地域に属す。また、タウヌスの尾根沿いにまとまった森林地域がある。市内の最高地点である海抜 471 m のギッケルスブルク山もこれに含まれる。タウヌス山地の尾根からエルレンバッハ川が市内を流れている。

### 気候
本市はタウヌス山地主脈の南斜面に位置することで、冷たい北西風から護られ、長い日照時間を得ている。
| デトモルトの気候       | デトモルトの気候 | デトモルトの気候 | デトモルトの気候 | デトモルトの気候 | デトモルトの気候 | デトモルトの気候 | デトモルトの気候 | デトモルトの気候 | デトモルトの気候 | デトモルトの気候 | デトモルトの気候 | デトモルトの気候 | デトモルトの気候 |
| 月                     | 1月              | 2月              | 3月              | 4月              | 5月              | 6月              | 7月              | 8月              | 9月              | 10月             | 11月             | 12月             | 年               |
| ---------------------- | ---------------- | ---------------- | ---------------- | ---------------- | ---------------- | ---------------- | ---------------- | ---------------- | ---------------- | ---------------- | ---------------- | ---------------- | ---------------- |
| 平均最高気温 °C （°F） | 3 (37)           | 4 (39)           | 9 (48)           | 15 (59)          | 19 (66)          | 22 (72)          | 24 (75)          | 23 (73)          | 19 (66)          | 14 (57)          | 8 (46)           | 4 (39)           | 13.7 (56.4)      |
| 平均最低気温 °C （°F） | −2 (28)          | −2 (28)          | 1 (34)           | 5 (41)           | 9 (48)           | 12 (54)          | 14 (57)          | 14 (57)          | 10 (50)          | 7 (45)           | 2 (36)           | −1 (30)          | 5.8 (42.3)       |
| 降水量 mm （inch）     | 50 (1.97)        | 40 (1.57)        | 47 (1.85)        | 36 (1.42)        | 59 (2.32)        | 72 (2.83)        | 90 (3.54)        | 71 (2.8)         | 54 (2.13)        | 43 (1.69)        | 45 (1.77)        | 56 (2.2)         | 663 (26.09)      |
| 出典：msn \| weather   |                  |                  |                  |                  |                  |                  |                  |                  |                  |                  |                  |                  |                  |

### 隣接する市町村
フリードリヒスドルフは、北と東はロスバッハ（ヴェッテラウ郡）、南はバート・ホムブルク、西はヴェールハイム（ともにホーホタウヌス郡）と境を接している。

### 市の構成
フリードリヒスドルフは、フゲンノッテン通り（ユグノー通り）周辺の中核市区と、これと切れ目なくつながったディリンゲン市区、およびその他の市区で構成されている。ケッペルン地区は中核市区の北側に位置する。ボルクホルツハウゼン市区は、本市で唯一アウトバーン A5号線の東側に位置している。中核市区の南側にはゾイルベルク市区がある。この地区も中核市区から継ぎ目なく続いている。ゾイルベルクに属すレーマーホーフ集落とシェーファーボルン集落は鉄道路線の東、市中心部の南東に位置しており、住宅地と直接境を接している。
ディリンゲンは1916年に合併した。ヘッセン州の地域再編に伴い、1972年8月1日にフリードリヒスドルフ市とそれまで独立した町村であったケッペルン、フリートベルク郡のブルクホルツハウゼン・フォア・デア・ヘーエおよびゾイルベルクが法律に基づいて合併し、新たなフリードリヒスドルフが形成した。
ブルクホルツハウゼン・フォア・デア・ヘーエ市区、フリードリヒスドルフ市区、ケッペルン市区、ゾイルベルク市区には行政地区が設定されている。

#### ブルクホルツハウゼン
ブルクホルツハウゼンは、1221年の文書に Holzhausen として初めて記録されている。1803年、ブルクホルツハウゼンは旧帝国内で最後まで残った5つの自由帝国村落の1つであった。農業やリンネル織布のほかに近隣の粘土採取場から原料を採取したタイルの生産が重要な産業分野であった。17世紀末にインゲルハイム家の統治によってブルクホルツハウゼンでは果樹栽培が盛んになった。

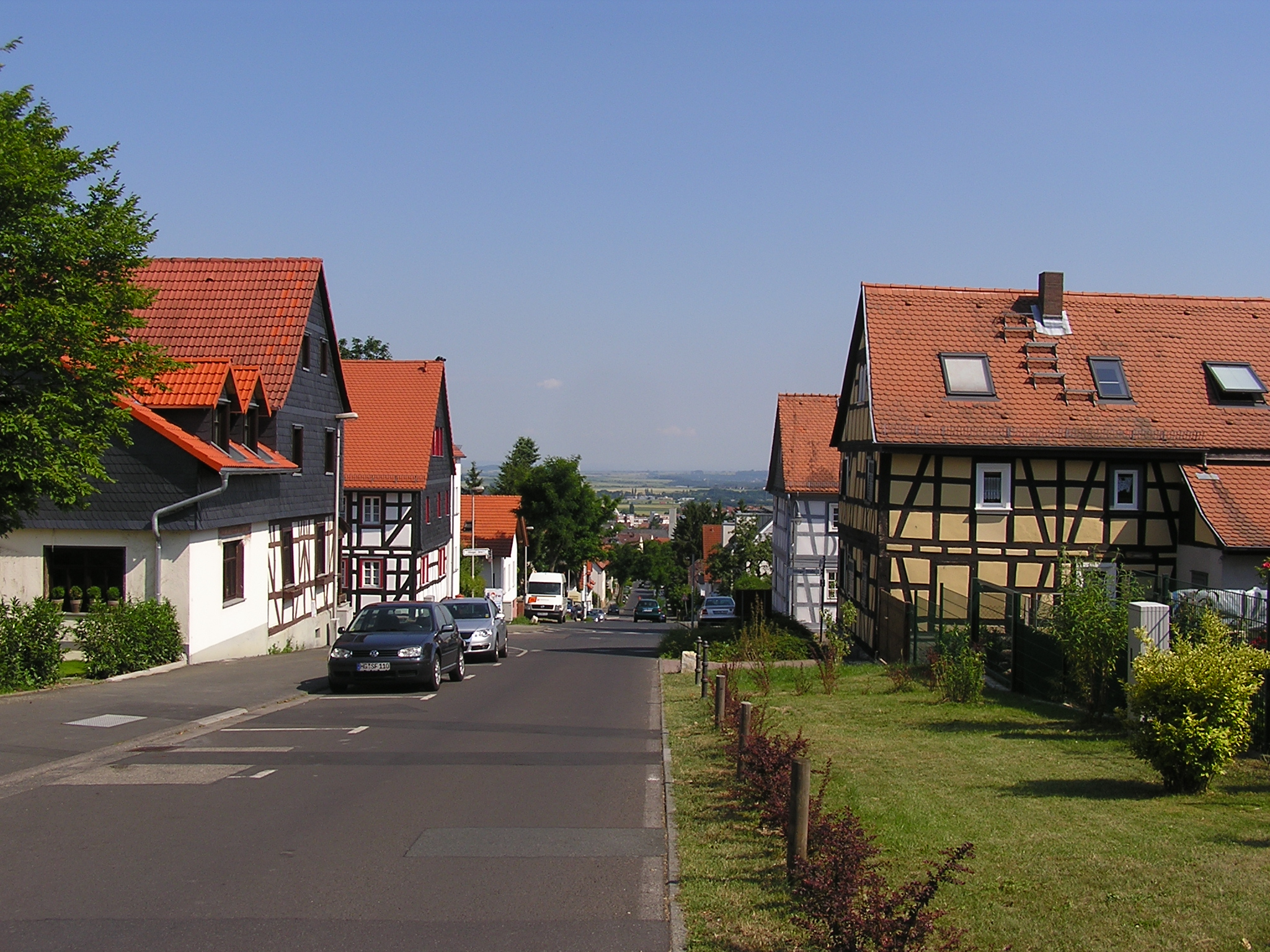
ディリンゲン

#### ディリンゲン
かつてこの地にあったトゥーリンゲン村は、1192年あるいは1229年に初めて文献に記録されているが、三十年戦争の時代に廃村となった。ヘッセン=ホムブルク方伯フリードリヒ2世が企図した、ユグノー派信者による新たな集落建設の試みは、ユグノー派信者が新たに建設されたフリードリヒスドルフに移り住んだために失敗した。ディリンゲンは1804年にヘッセン＝ホムブルク方伯フリードリヒ5世によって新たに建設された。集落名はかつての地名を参照して命名された。この集落は1916年にフリードリヒスドルフに合併した。

#### ケッペルン
ケッペルンは1269年に初めて文献に記録されている。この頃、coppern の水車がエップシュタイン伯ゲルハルトからブルヒャルト・フォン・プリントザックにレーエンとして与えられた。リンネル織布とレンガ作りが農業と並んで長年にわたって最も重要な産業分野であった。後に帽子作りと皮革加工がこれに加わった。1901年にフランクフルトの医師エミール・ジオーリが現在も存在するヴァルトクランケンハウス（精神医学、精神療法の専門病院）が設立した。

#### ゾイルベルク
ゾイルベルクは767年にロルシュ文書に初めて記録されている。ゾイルベルクはホーホタウヌス郡で最初期に形成された集落であると見なされている。レッセナー文化の出土品が、この集落が新石器時代のものであることを示している。農業やリンネル織布のほかに製陶業が長らく重要な産業分野であった。フリードリヒシュタインのユグノー派信者との間に活発な交易関係があった。ゾイルベルクは魔女狩りの風潮から逃れられなかった。1652年から1656年までに26人の女性と6人の男性がその犠牲となった。

## 歴史
ローマ時代にはすでにフリードリヒスドルフの市域内に定住地があったことがレンガ工場跡によって証明されている。

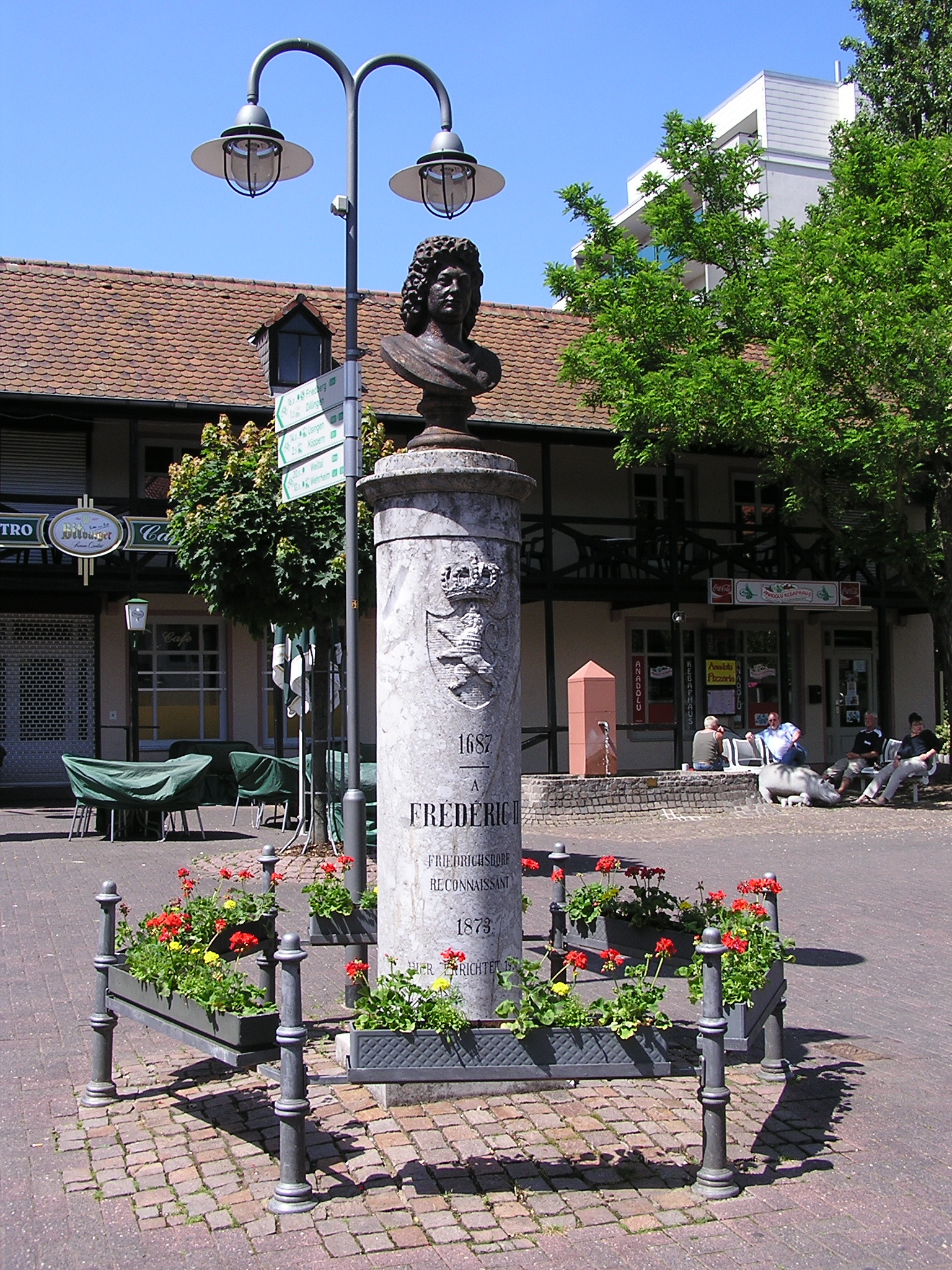
ラントグラーフェン広場のフリードリヒ2世像

1687年の街の建設はフランスにおけるユグノー派信者の排斥がきっかけであった。当時人口約80万人だったフランスから約20万人のプロテスタント信者が故郷を逐われた。フリードリヒ2世方伯は、表向きは「この貧しい人たちを拒むくらいなら、私は自分の銀食器を売るつもりだ」という言葉で、彼らを歓迎し、ヘッセン＝ホムブルク方伯領に定住させた。ユグノー信者らは、方伯に対する感謝をし、その名を冠した街フリードリヒスドルフを建設した。彼らは織布の知識をもたらし、これによって急速な経済発展の礎を築いた。これこそフリードリヒ2世の狙いであった。初めはリンネル、18世紀中頃からはストッキングや最終的にはフランネルを生産した。こうした経済的興隆から1771年に都市権を獲得した。当時の本通り（後にフゲノッテン通り、すなわちユグノー通りと改名された）の教会の向かいには都市権授与を記念した石柱が建てられた。1873年にフリードリヒ方伯の胸像が鋳造され、かつての大理石製ナッサウ境界柱があったシュネプフェンブルクに設置されたが、1937年に彼にちなんで名付けられた内市街のラントグラーフェン広場に移設された。

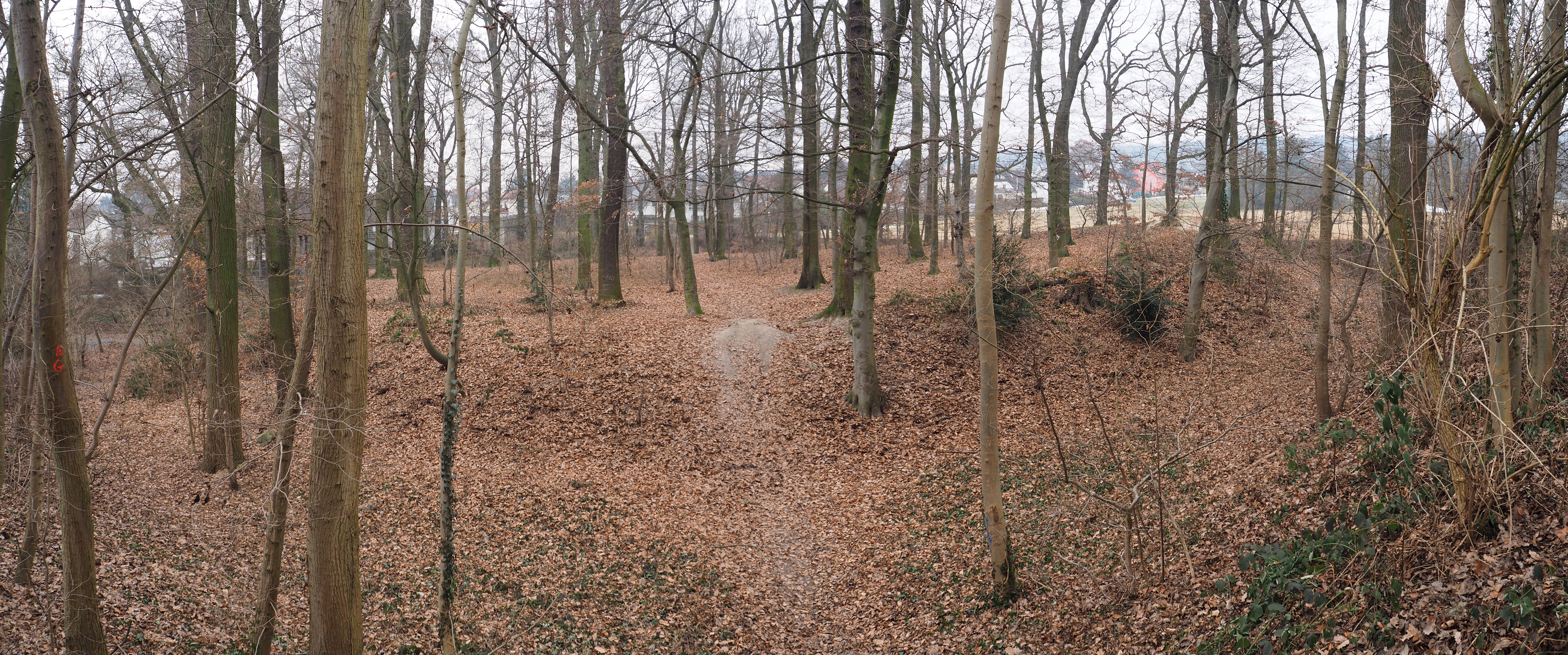
シュネプフェンブルクの土塁跡

現在のディリンゲンは1804年に創設された。フォーゲルスベルクの農民たちがフリードリヒ5世の許可を得て、廃村の北側のそれまで森に覆われていた地域に定住したのである。1192年にゴットフリート・フォン・エップシュタインとの売買契約に記されたフリードリヒ・フォン・ディリンゲンとあり、1229年に Tulingen と記述された旧ディリンゲン村は、ヴィルコムスハウゼン村やモット（アルター・グレンツ通り沿いのシュネプフェンブルクと名付けられた土塁跡が遺る）とともに三十年戦争で荒廃した。現在のディリンゲンとフリードリヒスドルフとの間のガルニール研究所敷地にブレンデルブルク城があったと推定されている。
織布産業が工業化の進んだイングランドに対抗できなくなると、特に青い染料（植物、アルコール、人尿で作られた）による染色業が支配的になった。かつては大変数多くあった染色業者のうち4軒が現在も存続している。一時的に皮革製品の製造が興り、たとえばケペルナー帽子製造のような帽子製造がかなり大きな広がりを持った。

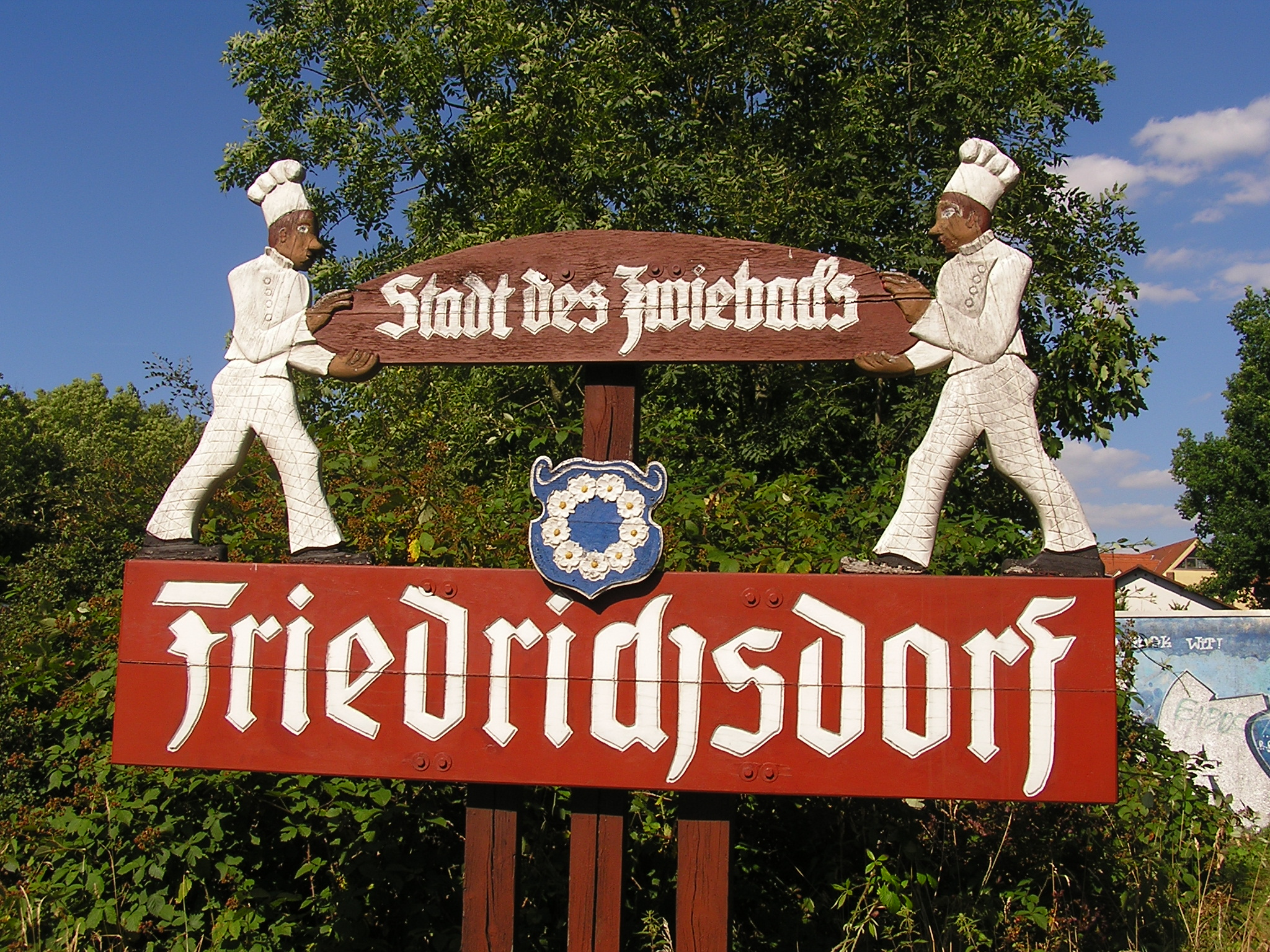
ビスケット都市の標識

後に、フリードリヒスドルフでビスケットの製造業者が現れた（ビスケット製造業者フェルト・シュムターは1788年に設立された）。その製品はそれまでの硬いビスケットとは全く違う長所を持った製品であった。フリードリヒスドルフはこの製品で成功し、「ビスケットの街」というニックネームを有するほどであった。市の中心部に広大な敷地を占めるミルパ社は、ビスケット製造業者エミール・パウリーから発展した会社である。
本市で活動した最も有名な人物の1人が、ガルニール研究所の物理学教師で、言語の電気的伝達、すなわち電話の発明者フィリップ・ライスである。
フリードリヒスドルフの特徴は、フランス語を話すユグノー派教徒の伝統が長く、それがヘッセン方言と混じり合い、独特の方言が生まれたことにある。フリードリヒ・シュトルツェの詩には混じり合った言語が用いられている。
アレクサンドル・デュマ（父）は、1838年の紀行文の中でフリードリヒスドルフについて「完全にプロテスタントの村で、今ではモリエールの芝居でしか使われない言い回しをする」と記している。第一次世界大戦までフリードリヒスドルフではフランス語が第一言語であった。改革派教会での神事は、1913年までフランス語でなされていた。

## 住民

### 人口推移
フリードリヒスドルフの人口推移を以下の表に示す。人口は、特に記述のない場合、12月31日時点の数値である。
| 年             | 人口（人） |
| -------------- | ---------- |
| 1987 (5月25日) | 22,336     |
| 1998           | 24,404     |
| 1999           | 24,128     |
| 2000           | 24,282     |
| 2001           | 24,406     |
| 2002           | 24,572     |
| 2003           | 24,497     |
| 2004           | 24,605     |
| 2006 (6月30日) | 24,522     |
| 2007           | 24,330     |
| 2010           | 24,875     |
| 2010           | 25.194     |

### 宗教

#### モルモン教寺院
ドイツに2つだけの末日聖徒イエス・キリスト教会（モルモン教）の教会堂の1つであるフランクフルト寺院が、フリードリヒスドルフで1987年に建設された。

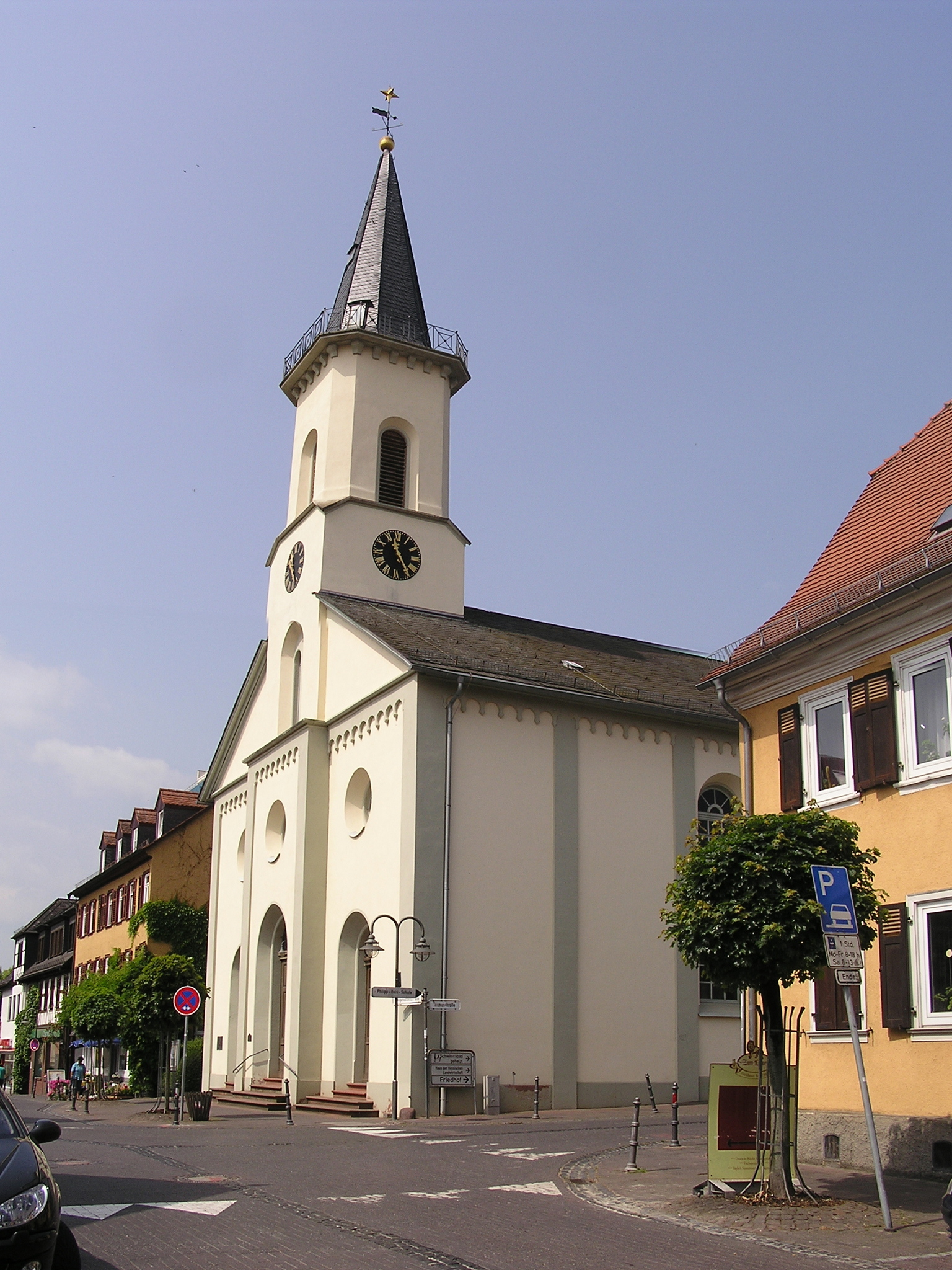
フリードリヒスドルフの福音主義改革派教会

#### 福音主義教会
フゲノッテン通り（ユグノー通り）の福音主義改革派教会（旧フランス改革派教会）は、1834年から1837年に建設された。この教会堂は、同じ場所にあった18世紀初めに建設された木組みの小さな教会に替わるものであった。1837年6月28日に聖別された新しい教会堂の建築家は、フランクフルトのルドルフ・ブルニッツであった。この教会堂は正方形の平面図を有し、3つの入り口を持つファサードが設けられている。中央の入り口の上には塔がそびえている。尖塔型の屋根の先端には、金色の珠、風向計、6つの先端を持つ星形で飾られている。教会内では初代の教会から引き継いだバロック様式の講壇が印象的である。ここでの神事は1914年までフランス語で行われていた。大理石のブロック祭壇、オルガン、入り口の献金箱に見られるフランス語の銘文はこの時代に施されたものである。3つの鐘の音は d1 - f1 - g1 である。このうち最も大きな鐘と最も小さな鐘は、1950年に主にドイツ駐在のフランス共和国高等弁務官からの寄進で、ハイデルベルクのフリードリヒ・ヴィルヘルム・シリングによって鋳造された。中型の鐘は現在の教会の建設時のもので、1836年にヴィンデッケンの Ph. H. バッハによって鋳造された。鐘は、フランス語の銘文のほかに、フリードリヒスドルフの紋章のレリーフで装飾されている。
方伯は1820年に、ディリンゲンに学校と礼拝堂を建設するための寄付をし、寄進した3階建ての居館に自ら入居した。それまでディリンゲンの人々はケッペルンの教会まで行かなければならなかった。1821年に居館が改築された。窓が小さかったため室内は暗く、方伯領政府はこれを「牢獄部屋」にたとえ、大きな窓を設けるよう命じた。1837年に鐘が購入された。第2の鐘は一時期、質草とされていた。1883年に付属建造物が建設され、牢獄として利用された。1888年にさらなる改築が完了し、現在の建物となった。この建物は国民学校および教会として保存されている。現在屋根の小塔内に2つの鐘が存在している。これらは、リッカー鐘・工芸鋳造所が1924年と1976年に鋳造したもので、a2 - c3の音である。
現在ヴィルヘルム通りに教会堂を持つ福音主義メソジスト教会は1853年から組織されている。
ケッペルンには1731年に建設された福音主義教会がある。
ゾイルベルク地区には、アウトバーンからのアクセスが良い場所に福音主義ルター派教会がある。この教会は、この集落で焼成されるフェルトブラント＝レンガで造られている。
ブルクホルツハウゼンは、16世紀のアウクスブルクの宗教和議によって宗教上2つに分割されていた。そのため、集落の中心部にカトリック教会と福音主義教会が近接して存在する。福音主義教会は1718年に、この場所に建つ3代目の教会として建設された。

#### カトリック教会

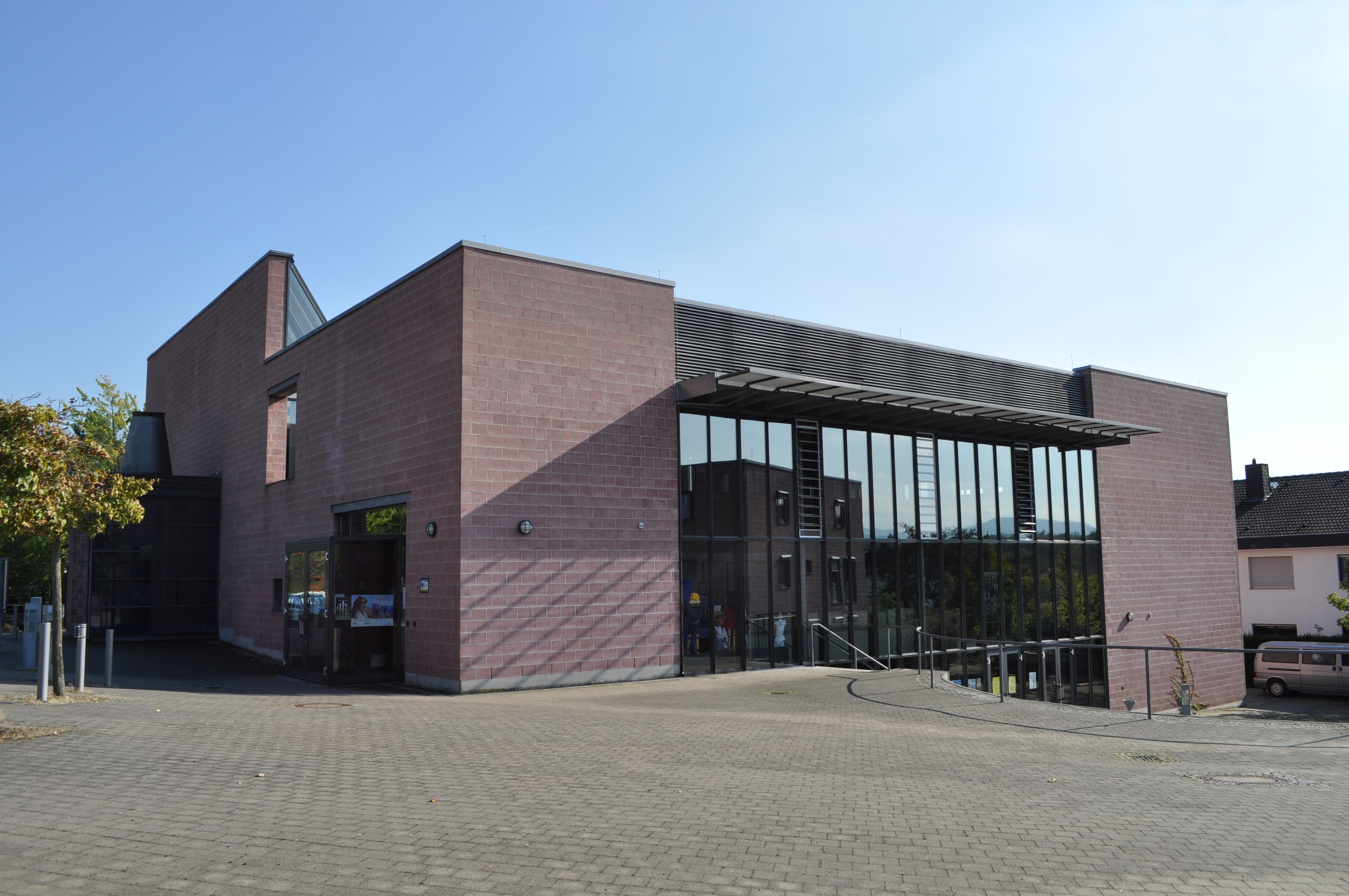
聖ボニファティウス教会

カトリック教会は聖ボニファティウスに献堂されている。ゾイルベルク地区のオストプロイセン通りにあるこの教会堂は、1991年から1993年にダルムシュタットの建築家ロルフ・ヘーヒステッターによって建て替えられた近代的な建築である。2つの建築賞を受賞したこの建物は、建築面積 2,173 m2、建設費 385万ユーロであった。祝祭ホール、司祭館、一体化した鐘楼を含むこの教会はアリーナの形をしたフリースペースを形成している。教会の内装は、アーヘンの建築家で彫刻家のウルリヒ・ハーンによってデザインされ、完成された。h1 - cis2 - e2 に調音された3つの小さな鐘は、1960年にゲシャーのペティット＆エーデルブロック兄弟社によって、当時ゾイルベルクのガルテン通りにあった教会のために鋳造されたものである。
フリードリヒスドルフのタウヌス通りには、1913年からヘルツ＝イェズ教会があった。この土地は2012年にニーダー＝ラムシュテッター・ディコニー財団に売却され、教会は2013年に解体された。1962年にペティット＆エーデルブロック兄弟社によって鋳造された g1 - a1 - c2 - d2 に調音された鐘はディリンガー墓地（1番大きな鐘）、聖ボニファティウス教会（2番目に大きな鐘）、バート・ホムブルクの聖マリエン教会に分配され、窓はアラブ首長国連邦の聖公会が保有している。
ケッペルンには聖ヨーゼフ教団センターがある。この施設は聖ボニファティウス教会とともにリムブルク司教区バート・ホムブルク/フリードリヒスドルフ聖マリエン司祭区に属している。ブルクホルツハウゼンの聖十字架教会はマインツ司教区に属す。

#### ユダヤ教会
1547年の文書には、ルートヴィヒ4世方伯の保護下にあるゾイルベルクのユダヤ人村長について記述している。ゾイルベルク近郊の墓には、遅くとも1580年からの、16世紀から17世紀の両集落のユダヤ人家族の墓が存在している。この墓は、初めはホムブルクの教会組織に属していたが、1855年からケッペルンを含むゾイルベルクの教会組織が形成された。この頃にはすでに公共の森から住民それぞれに分配されるべき薪を巡って緊張関係が形成されていた。これは1848年に300人の兵士によってやっと鎮圧された暴動にまで発展した。礼拝堂あるいはシナゴーグがあった場所は明らかでない。

## 行政

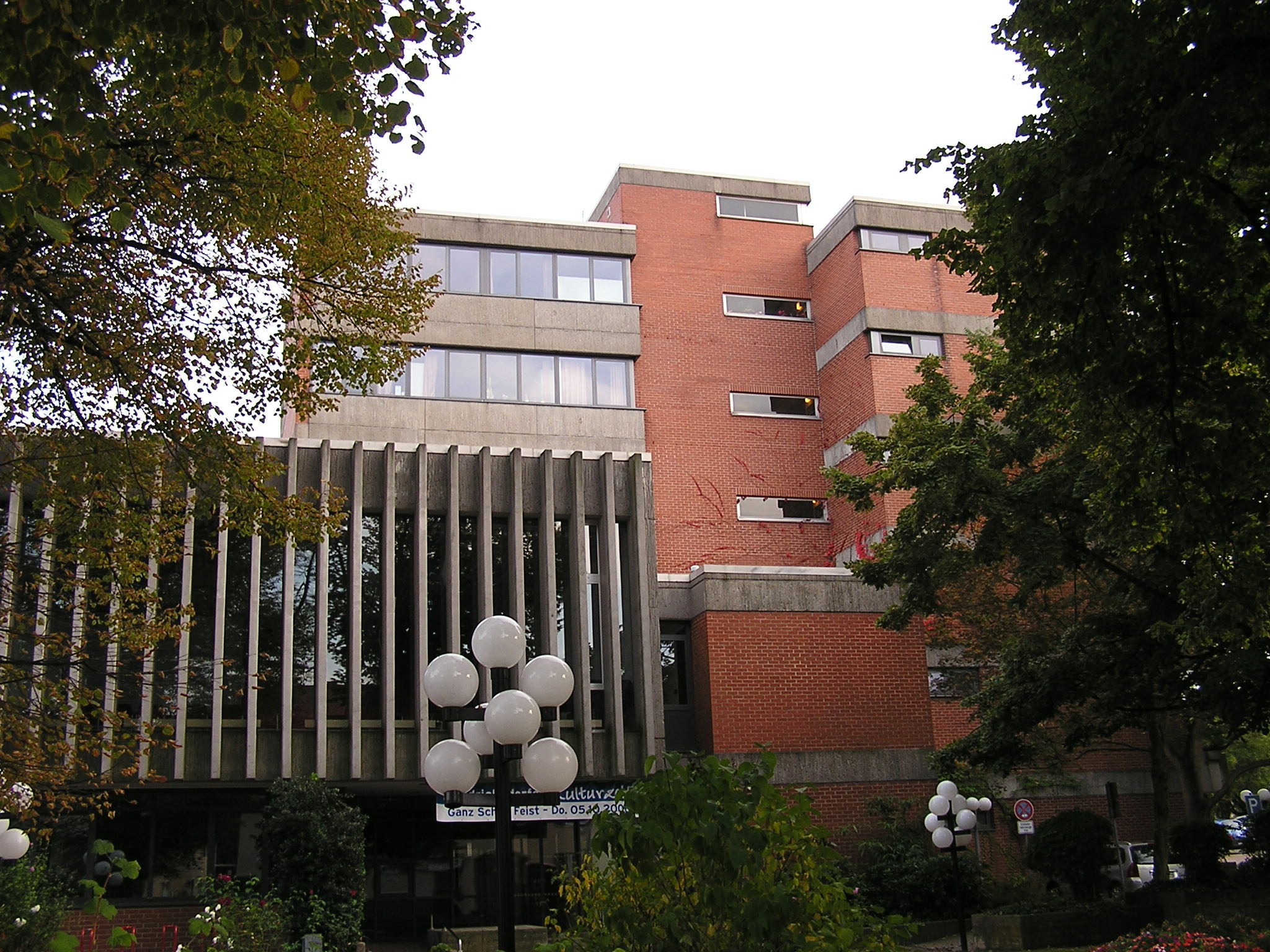
フリードリヒスドルフ市庁舎

### 市議会
市議会は本市の最高機関である。市議会議員は5年ごとに選挙権を有する住民の選挙により選出される。選挙権は18歳以上の、基本法が定めるドイツ国民あるいはその他のEU加盟国の国民に与えられるが、少なくとも3か月以上前から本市に届け出なければならない。
本市の市議会は、37議席で構成されている。

### 市長
ホルスト・ブルクハルト (Grüne) が1997年から本市の市長を務めている。

### 紋章

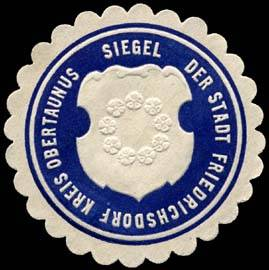
フリードリヒスドルフの最初の印章

#### 歴史上の紋章
図柄: 青地に、金の蘂と緑の萼をもつ銀のバラが9輪、環状に配置されている
1687年にフランスから追放された人々（ユグノー派信者）の定住地として創設されたこの集落は、1699年にヘッセン＝ホムブルク方伯フリードリヒ2世にちなんで命名され、1771年4月20日に都市権を授けられた。ロシア大公ニコラウス・パウロヴィチが公妃のアレクサンドラ・フョードロヴナ（生まれはプロイセン公女）とともにヘッセン＝ホムブルク方伯の宮廷を訪れたことが、1821年6月9日付の方伯の文書によってこの街に紋章が授けられるきっかけとなった。紋章の選択は同時に大公妃への敬意を示すものでもあった。バラの数が9輪であるのはアレクサンドラ (Alexandra) の文字数にちなんでいる。1828年1月14日に方伯はこの街に印章も授けた。その印章にはこの紋章が描かれている。

#### 現在の紋章
図柄: 斜めに四分割。上部は青地に銀の蘂を持つ銀のバラ。下部は赤地に金の塔。向かって左は銀地に4本スポークの赤い輪。向かって右は銀地に赤い蹄鉄。
解説: 地域再編に伴って、新たな市区を考慮した新たな紋章が1975年に創られた。それぞれの旧紋章から描かれていた、フリードリヒスドルフの銀のバラ、ケッペルンの赤い4本スポークの輪、ゾイルベルクの赤い蹄鉄、ブルクホルツハウゼンの金と塔が新しい紋章の図柄に採用された。

#### 姉妹都市
フリードリヒスドルフ市は以下の都市と姉妹都市協定を結んでいる
- バート・ヴィムスバッハ＝ナイトハルティング（ドイツ語版、英語版）（オーストリア、オーバーエスターライヒ州）1968年
- ウイユ（フランス、イヴリーヌ県）1973年
- チェシャム（英語版）（イギリス、バッキンガムシャー）1990年

それぞれの街の名前にちなんだ通りや広場が市内にある。

## 文化と見所

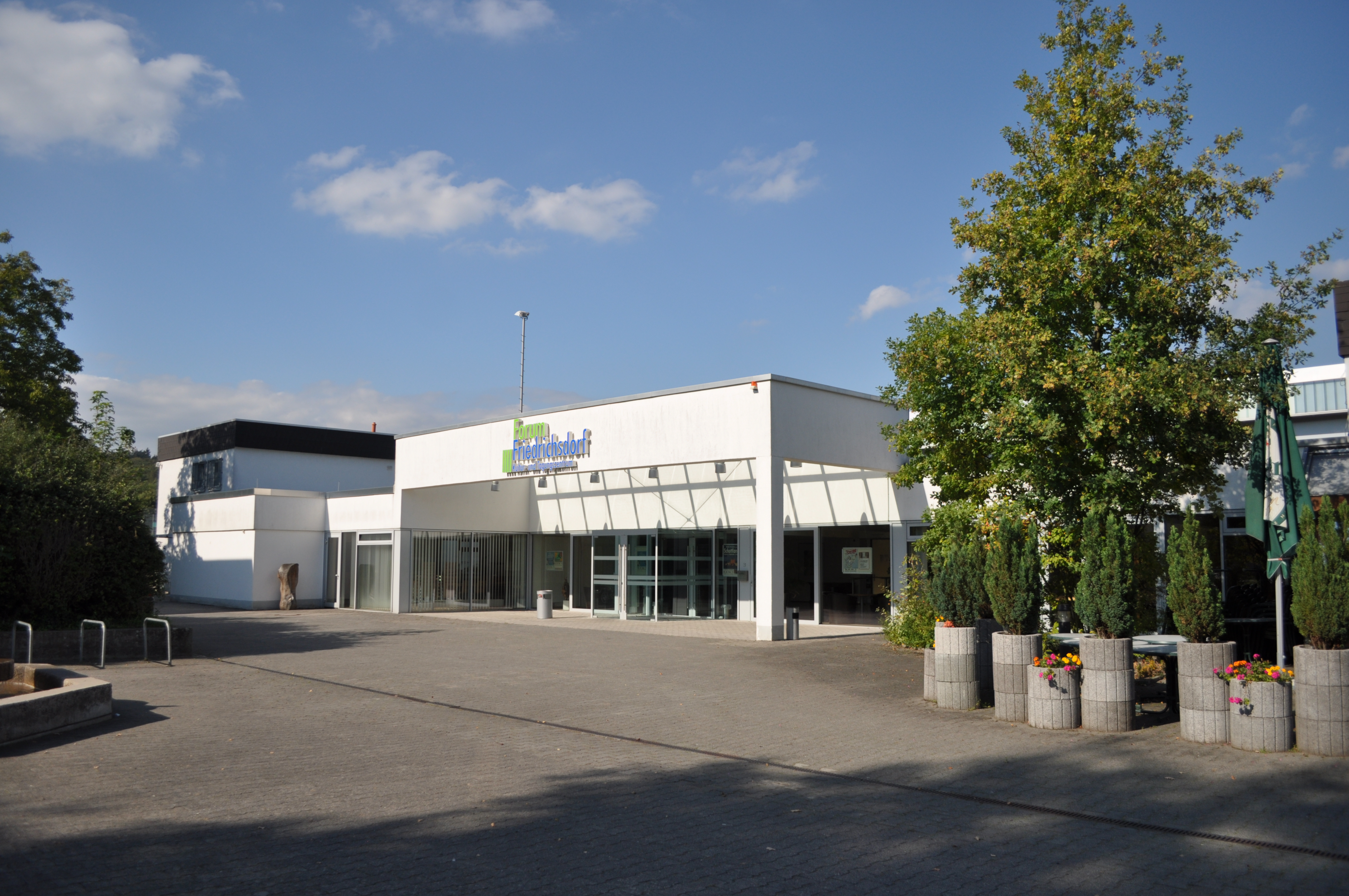
フォーラム・フリードリヒスドルフ

ケッペルン地区には、家族経営の映画館がある。この映画館は1890年に当時の旅館経営者ヨハン・ヴァイディンガーによって設立されたクラブを起源としている。初めは、体育館・音楽館・ダンスホールを兼ねた多目的ホールとして運営されていた。1926年から2度の改築と映写技師の検査を受けた後、フリードリヒスドルフ初の本格的な映画館となった。第二次世界大戦後、映写機は2年間アメリカ軍に押収されていたが返還され、現在も稼働している。ケッペルンには、市民会館フォーラム・フリードリヒスドルフがあり、有名な人物のライブ上演など様々な文化イベントに利用されている。

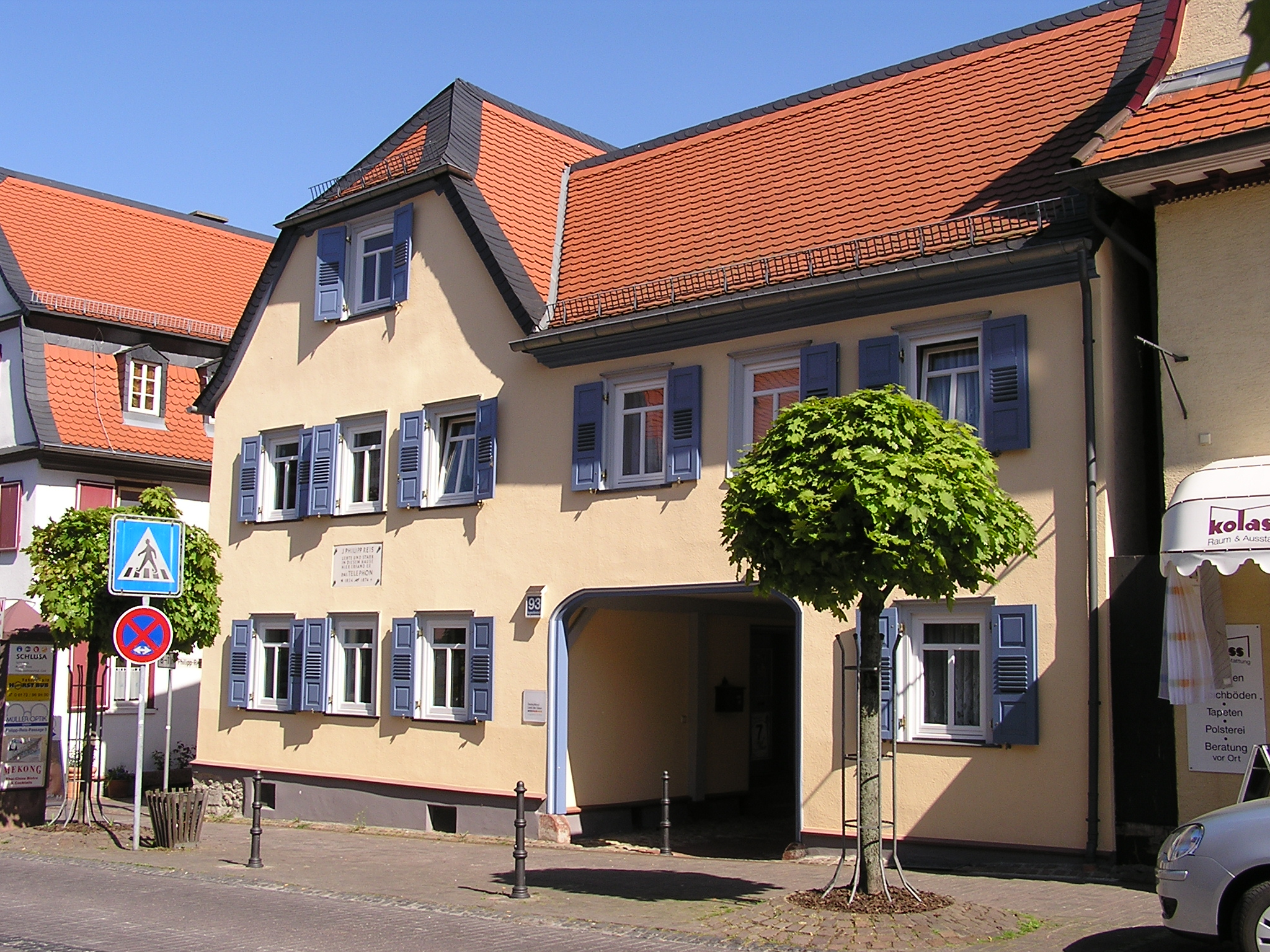
旧フィリップ・ライス邸

### 博物館
旧フィリップ・ライス邸には、ライスの生涯、電話の発明、ユグノー派の歴史を紹介する博物館が入居している。ゾイルベルクには郷土史を紹介する郷土博物館がある。

### 公園
フリードリヒスドルフで唯一の公園風緑地が、漂白に使われていた旧洗濯場「アン・デア・ブライヒェ」である。ここには緑地のほかにローラースケート場や遊戯広場がある。

#### 自然文化財
市の西端にある森の中の伐採された空き地に、2007年までオークの老木バッツェンバウムがあった。老木は病気にかかったため、新しいオークが植えられたが、老木はまだ立っている。この名前は古い市場を表している（Batzen = 大金）。ゾイルベルクのハルトヴァルトの端を通るハルトヴァルトアレー沿いにも自然文化財に指定されているオークの老木がある。

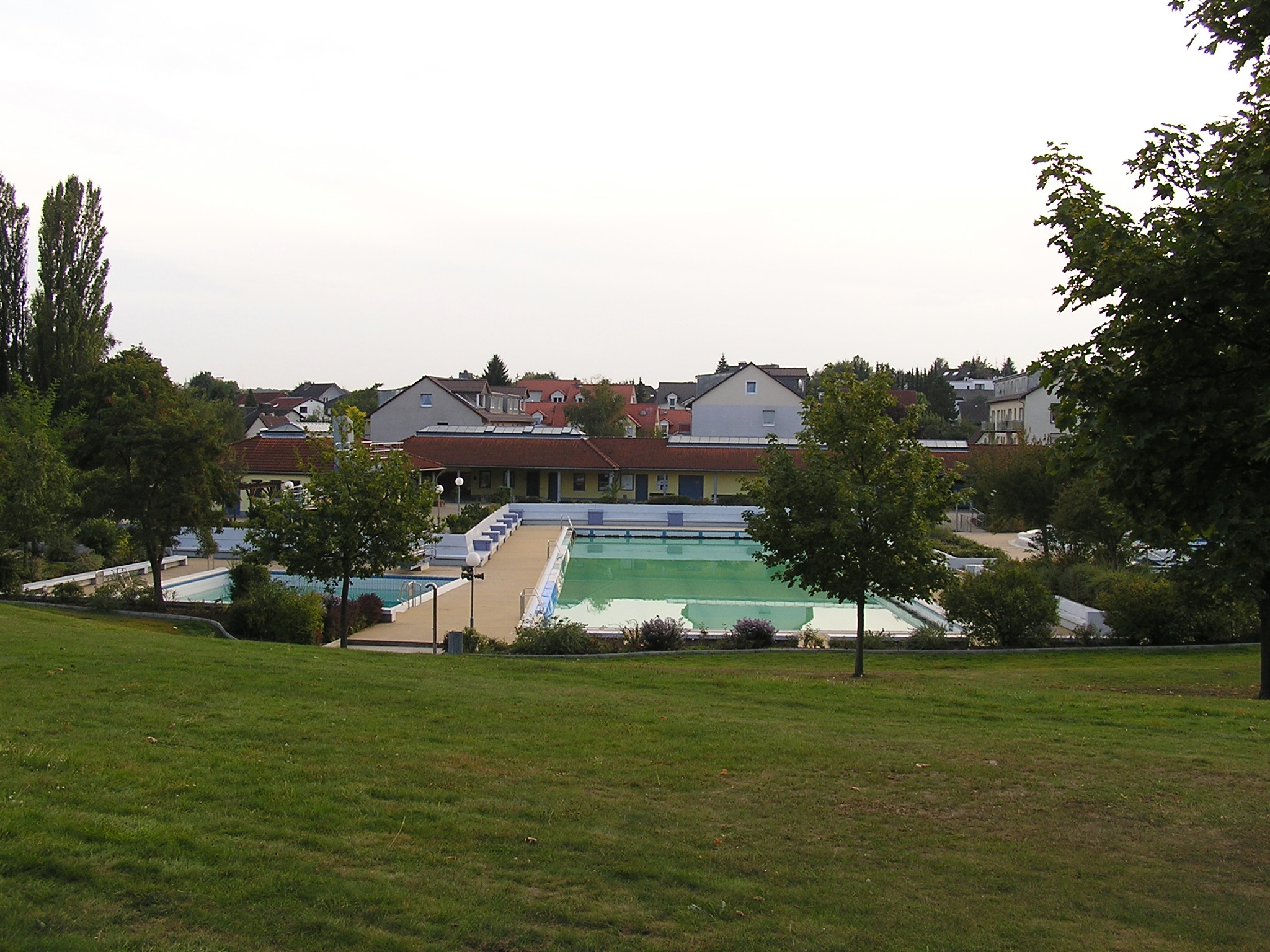
フリードリヒスドルフ屋外プール

### スポーツ
ディリンガー・ハングに夏の半年間だけ営業している1989年オープンのフリードリヒスドルフ屋外プールがある。ここには小児用プール、競泳プール、飛び込み用プール、体験プールがある。5 m の飛び込み台のほかにウォータースライダーが備えられている。このプールは、テッタウアー・ガラス工場が閉鎖されるまでは、その冷却水で加温されていた。
各市区や中核市区には数多くのスポーツクラブがあり、小規模なスポーツ施設を運営している。ゾイルベルクにはテニスコートがある。冬期には空気を吹き込んでエアドームにすることが可能で、一年中使用することができる。そのすぐ近くのハルトヴァルトには、タウヌス登攀壁がある。フィリップ＝ライス＝シューレの新築時に、シュピースヴァルトに新しいスポーツセンターが造られた。

### 年中行事
各地区では伝統的な祭が行われている。フリードリヒスドルフ地区では、毎年、ユグノーマーケットが開催される。このマーケットでは、フゲノッテン通り（ユグノー通り）の東端から市庁舎まで、食べ物、飲み物、日用品や装飾品といった様々な屋台が並ぶ。これに加えて、様々な音楽ステージやノミの市といったプログラムが行われる。ゾイルベルクでは、旧中心街でディッペ・ウント・ブルンネンフェストが開催される。この祭では主に手工芸品が販売される。このほかに、毎年射撃祭が開かれ、ハルトヴァルトの端にある射撃協会のクラブハウスまで小規模なパレードが行われる。郷土博物館では定期的に小規模な復活祭のマーケットとニコラウスマーケットが開かれる。バッチュカッペンフェストはケッペルンで開催される。資金調達のため、祭りの期間中は消防署が見学者に開放されている。ブルクホルツハウゼンではドルフシュパースがある。この祭のためにいくかの乗り物遊具が組み立てられる。その他の文化イベントとして、市による Kult(o)ur（カルチャーとツアーを組み合わせた造語）やフリードリヒスドルファー・ゾンマーブリュッケが開催され、音楽グループやコメディアンが出演する。
週に2回、水曜日と土曜日に、ラントグラーフェン広場で週の市が開かれ、生鮮食料品が販売される。

## 経済と社会資本
フリードリヒスドルフは、2015年に平均購買力インデックス 132.5 % を示した（ドイツ平均を 100 % とする）。すなわち、本市の1人あたりの収入は 28,879ユーロであった。

### 地元企業

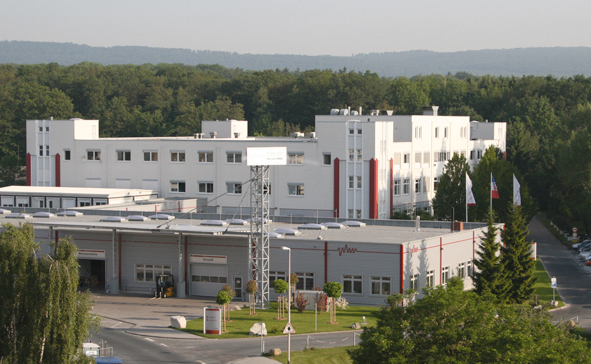
パイカー・アキュスティック本社

本市には、世界的に活動する企業のドイツ支社やドイツ企業の本社がある。歴史的な重点分野は手工業と製造業であるが、現在はフランクフルトの周辺地帯という立地から様々な企業があり、一部は電話の発明者であるヨハン・フィリップ・ライスや電子フィルター回路の技術者カール・ヴィリー・ヴァーグナーが技術指導したテレコミュニケーション分野の企業もある。
マックス＝プランク通り産業地区には、たとえば以下の会社がある: AXICORP GmbH（製薬）、ボーズ（Hi-Fi）、ビオビック医療技術 GmbH（生体工学）、CUTES ヨーロッパ Ltd.（真空技術）、JM2テクノロジース GmbH & Co. KG（乗り物の電子技術開発）、カワサキモータース・ヨーロッパ（オートバイ）、MAXON（3D-ソフトウェア）、エッティンガー・スポーツシステムス（チューニングカー）、パイカー・アキュスティック（自動車産業のためのコミュニケーションソリューション）、シュパング & ブランツ GmbH（医療用合成樹脂技術）、タッコ・インターナショナル・アインカウフゲゼルシャフト mbH（TKI、小売業）。

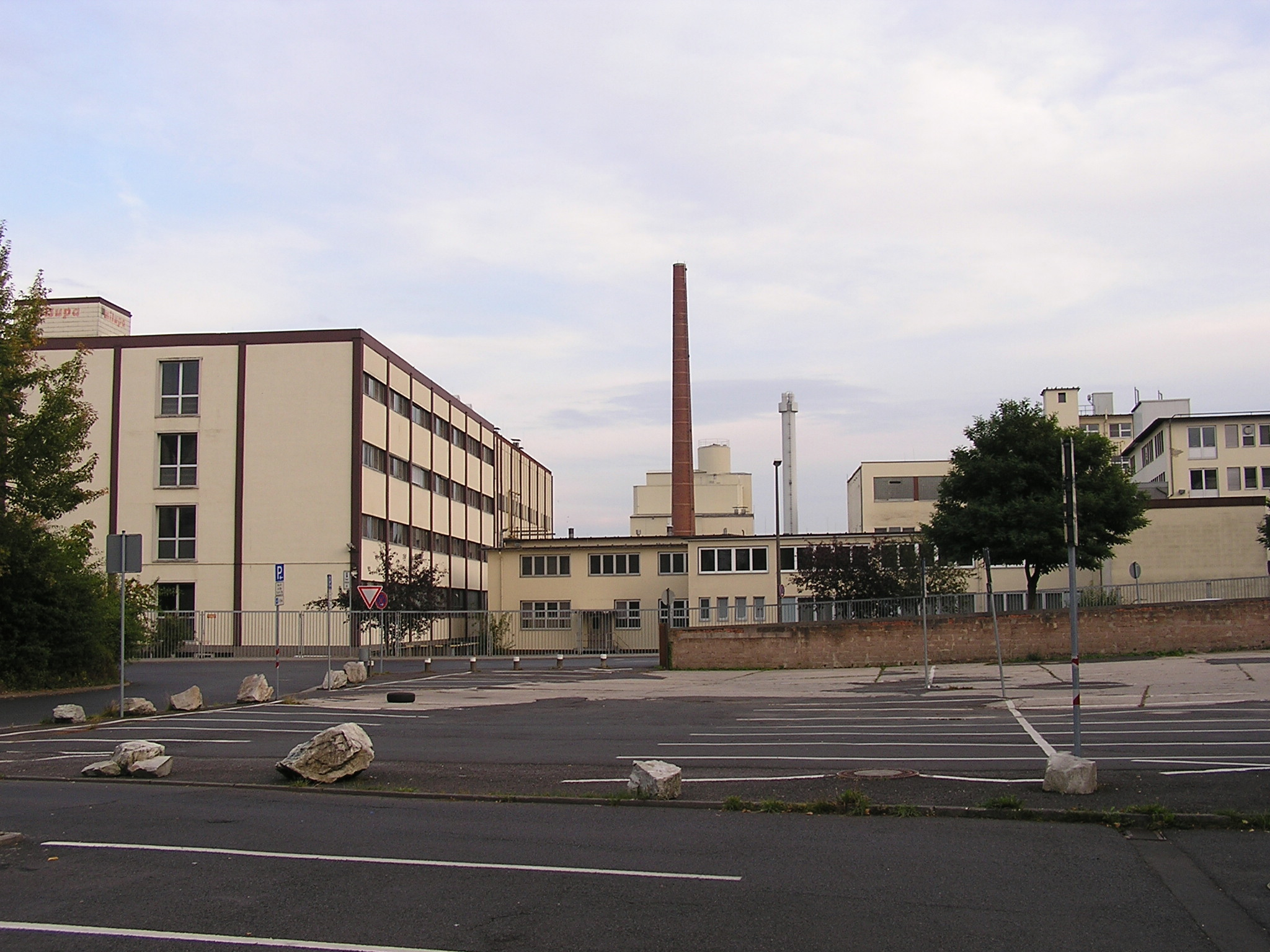
かつてのミルパ本社工場

ミルパ社の生産工場を含む建物群が市の中心部に広い面積を占めている。フリードリヒスドルフでは、乳児食とプルモル（のど飴の商標名）を製造していた。国際企業による合併に伴い、様々な部門が徐々に国外に移転した。最終的には研究所も移転し、ここには品質管理と事務所が残っているだけである。敷地内にショッピングセンター「タウヌス・カレ」が建設され、2013年7月にオープンした。
アルノルト金属加工は、ジェフ・クーンズなどの作品を制作することで知られている。フリードリヒスドルフでは現在もプラウムやパウリー（ツー・ブラント）がビスケットを製造しているが、プラウムは2010年2月に工場をノイ＝アンスパハに移転した。
テッタウアー・ガラス工場も現在はフリードリヒスドルフからいなくなった。その第3工場は、医療用および特殊目的用の無菌ガラスパッケージを製造していた。ガラス炉の余熱は屋外プールや近隣家庭の暖房として効率的に利用されていた。工場閉鎖後プールなどのために小型の天然ガスによる熱電併給設備が設けられた。ガラス工場の敷地内には住宅地が設けられている。
1970年、ゾイルベルクで最初のトーム・マルクト（スーパーマーケット）が開店した。
福音主義の救援組織「ワールド・ビジョン・ドイチュラント」はフリードリヒスドルフに本部を置いている。
ヘッセン農業者連合は、本部と中央事務所をフリードリヒスドルフに置いている。この建物内には、農業婦人連合やヘッセン農業青年会およびその税務協議会の事務所が入居している。ここは宿泊施設を有する研修・会議施設にもなっている。

### 交通

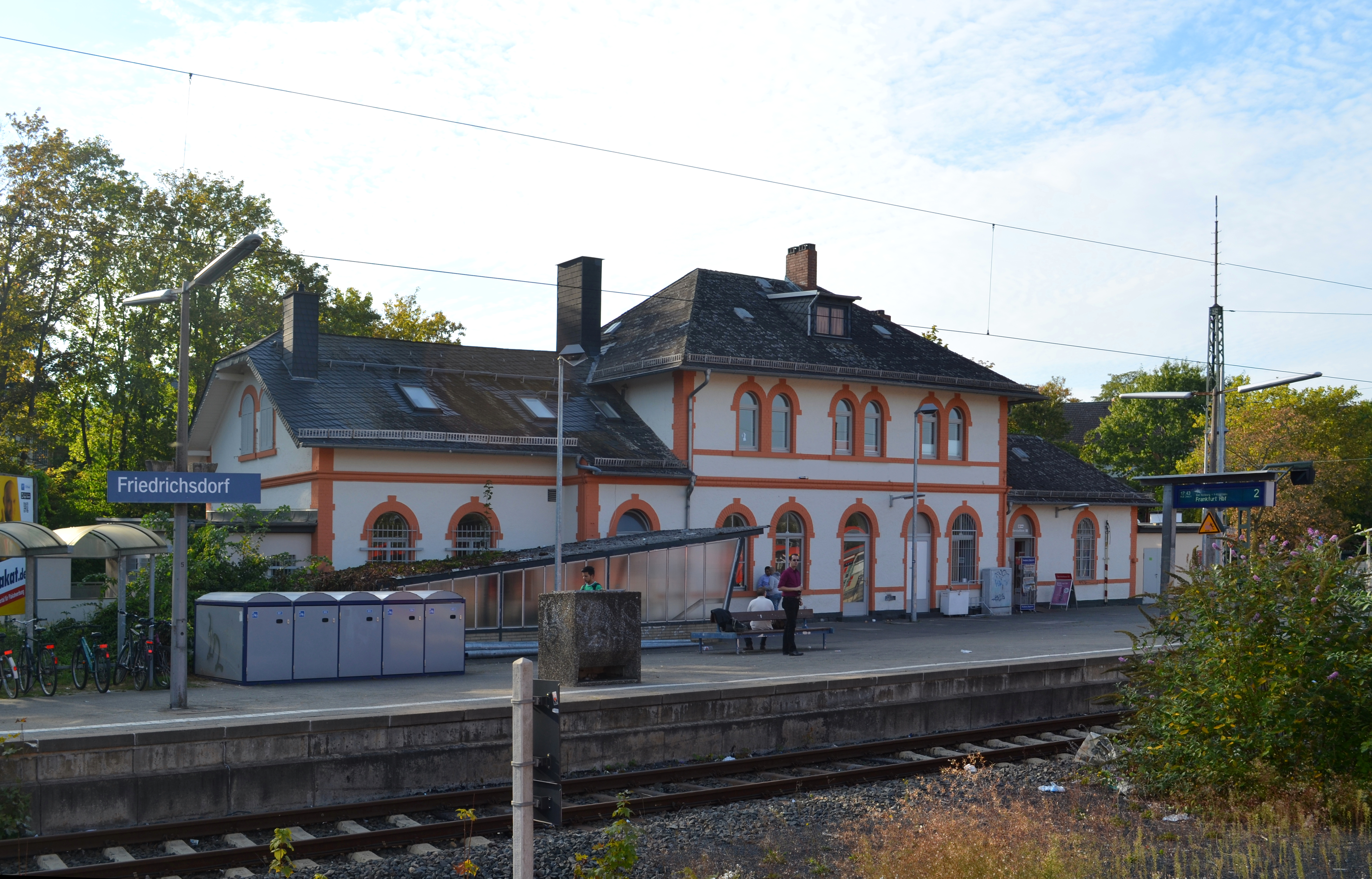
フリードリヒスドルフ駅

#### 道路
フリードリヒス市内を主要な交通軸であるアウトバーン A5号線が通っており、市域の北端にはそのインターチェンジ（No. 16、フリートベルク/フリードリヒスドルフ・インターチェンジ）がある。このほかに連邦道 B455号線が市内を通っていたが、州道 L3057号線（2006年からはフリードリヒスドルフ・バイパス）に交替した。
このバイパス道路は A5号線とほぼ並行して走っており、このためアウトバーンの迂回路として多用される。長期計画によれば、2002年11月に最初の工区の鍬入れがなされた。マックス=プランク通り産業地域近郊のフリードリヒスドルフ初のラウンドアバウトを含む、ブルクホルツハウゼンの西にあたる区間は2003年に開通した。2005年4月にケッペルンの東にあたる北部区間の工事が始まった。工事はそれまでの中部区間の終点から始まった。ケッペルン - ロートハイム連絡道路で新設工事は終了し、ケッペルン交差点までは古い道路が拡張された。ケッペルン交差点は完全に新しく造り替えられ、バイパス道路に主な交通の流れを導いている。2006年10月、当初の交通計画よりもかなり早く北部区間が完成した。南部区間は2007年春から計画通り建設された。元々は以前からの郡道とゾイルブルク・バイパスの中間部分を拡張するよう計画されていた。しかし、住民側からの抵抗により、騒音対策が計画に盛り込まれた。ところが、この組合せはそれまでアウトバーンに隣接して行われる建設の特別な処置としては費用が高いことが判明した。2007年8月半ばに南部区間の建設は先送りされた。2月にヘッセンの地方議会は地域計画の変更を決定し、2009年の土地利用計画の変更後に工事が開始されることとなった。工期は6か月と設定された。これにより L3057号線は地区道路に降格され、改造工事が始まった。2008年末に、道路建設予定地からいくつかの定住地跡が発見され、これを保護する必要があるために工事は失敗するかと思われた。その直後に、ヘッセン州から道路建設に必要な資金に十分な額の調達が2009年になされることが決まり、歴史的な遺跡の保全工事が始まった。この発掘によって、レッセナー文化に属す土器が発見された。2012年にようやく業務委託の準備がなされ、2013年夏に建設工事が開始された。発掘作業のほかにガスパイプラインの移設も工事が遅延する原因となった。2014年11月に最終区間がついに開通し、バイパス道路が完成した。これに伴ってバイパス道路とゾイルベルク集落周辺とを結んでいた郡道ゾイルベルク - ブルクホルツハウゼン線は自転車道に変更された。

#### バス
フリードリヒスドルフにはバス交通網が設けられている。グレーヴェンヴィースバッハ行きの 59番路線とフリートベルク行きの FB-16路線がある。さらに53番、54番路線といった、駅からディリンゲン、ケッペルン、ブルクホルツハウゼンに向かう路線およびクアハウス・バート・ホムブルク（他のバス路線網への乗り換え地点）への路線バスも停車する。さらに夜行バス n35番路線も利用可能である。

#### 鉄道
フリードリヒスドルフには、すべての市区に合わせて4つの駅がある。これにより本市はSバーン（S5号線）、タウヌス鉄道、およびこれらと交差する形のフリートベルク行きのマイン＝ヴェーザー鉄道に接続している。

#### その他
フランクフルト国際空港までは車を使えば25分で到着できる。ブルクホルツハウゼンにはヘリコプター飛行運営会社のローターフルークが本社とヘリポートを有している。

### 住宅地

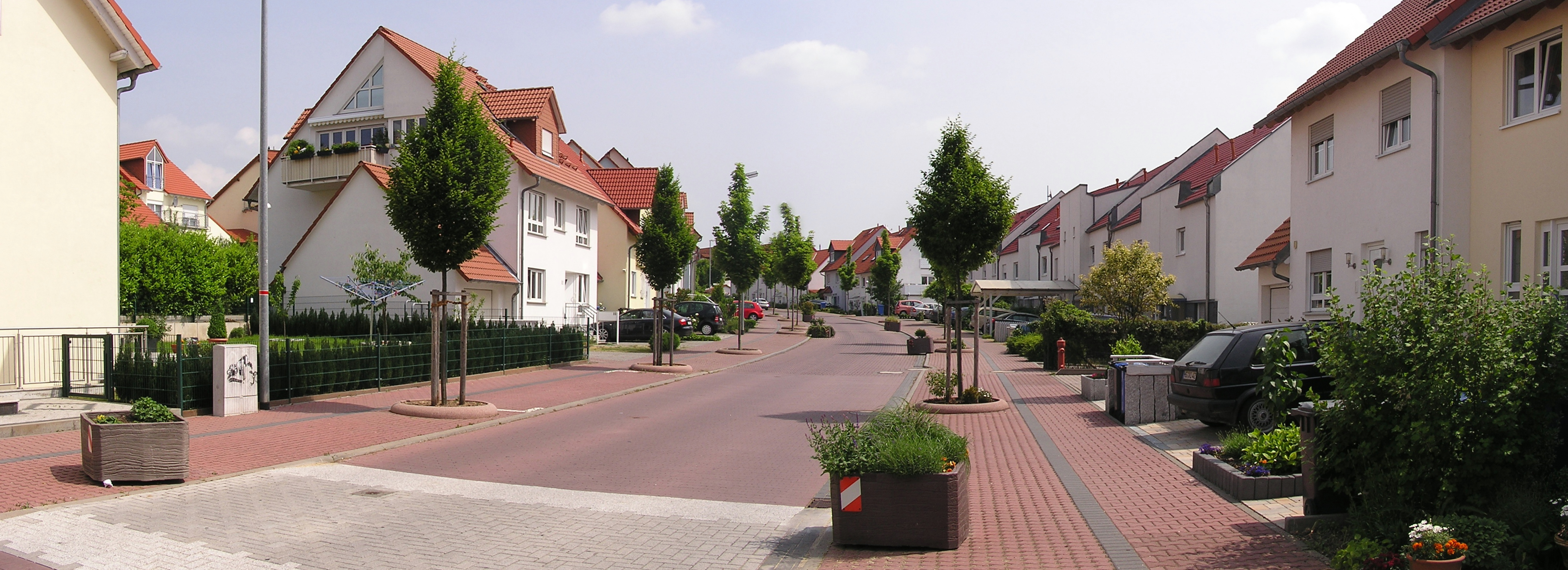
アム・レーマーホーフ住宅地

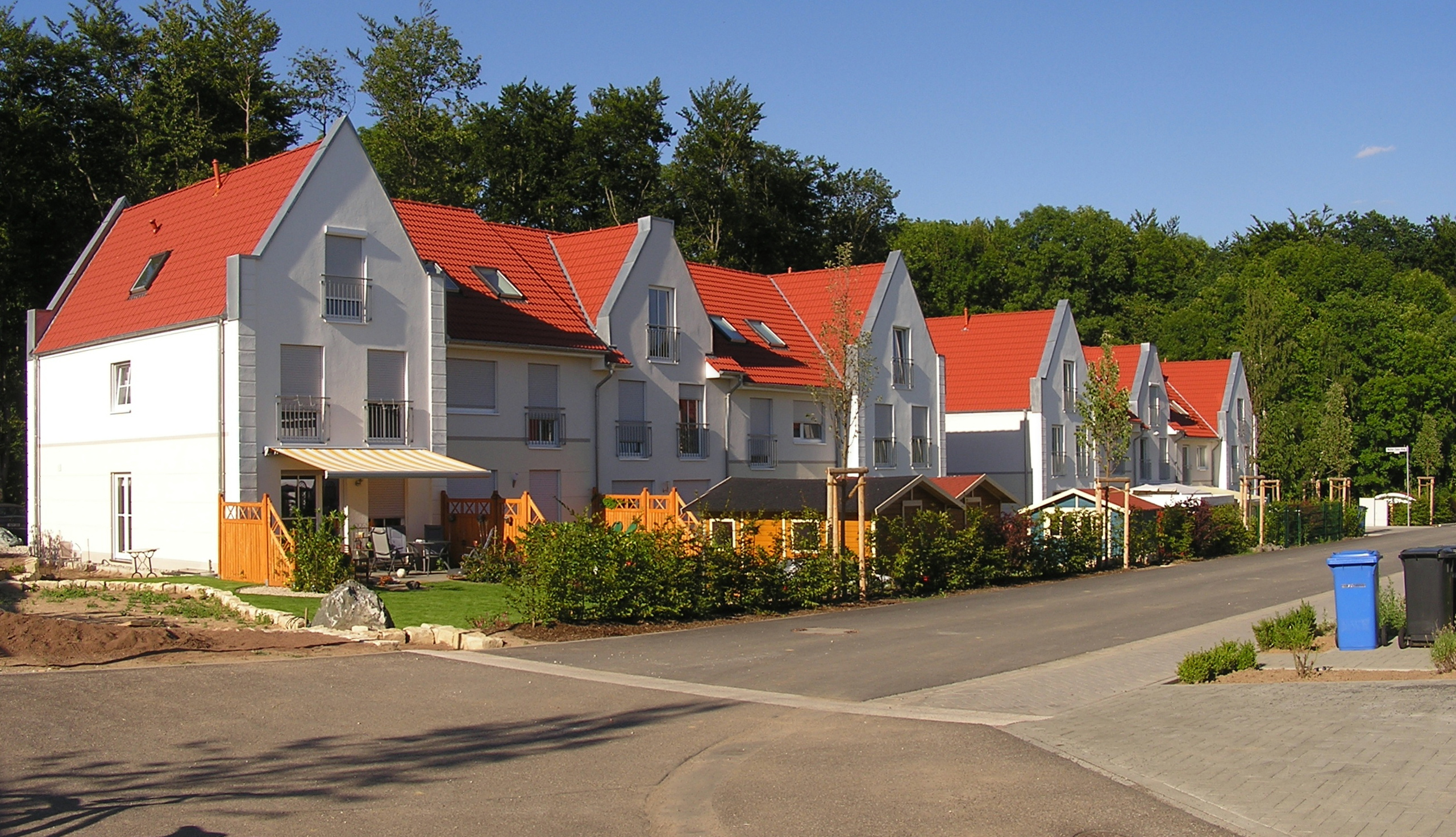
ヴァルトクリスタル住宅地

- シェーファーボルン: 広さ約 27 ヘクタールの住宅地で、1976年から1984年に建設され、ウリエ広場につながっている。この名前は近くのシュピースヴァルトに水源があることに由来する。主に中流階級家庭の一戸建て住宅が建ち並ぶ開放的で緑に覆われた住宅地の街路には植物の名前が付けられ、ふざけて「花のゲットー」というあだ名がつけられている。
- アム・レーマーホーフ: 現在 17ヘクタールのこの住宅地は多くの部分から構成されており、最新部分は2011年に完成した。この住宅地は鉄道の東側、シェーファーボルンとゾイルベルクとの間にある。20世紀初めに現在の農地からローマ人の別荘（ヴィラ・ルスティカ（ドイツ語版、英語版））が発掘されたが、保全のために再び埋め戻された。住宅地の名前はこのローマ時代の集落跡にちなんでつけられた。2006年に情報板が設けられ、アム・レーマーホーフ住宅地と開放耕作地とを結ぶものとしてヴィラ・ルスティカ体験遊戯広場が造られた。この遊戯広場の平面図はヴィラ・ルスティカの間取りに一致しており、この施設をローマ時代に関連づけている。
- ヴァルトクリスタル: 広さ 3.3ヘクタールの土地は、フゲノッテン通りの北にあり、一方はタウヌス鉄道、他方はフリードリヒスドルフ - ケッペルン連絡道を境界としている。産業地域から住宅混合地域に変更される以前は、ここにテッタウアー・ガラス工場の第3工場があった。かつて市営住宅や屋外プールを温めていたこの工場は2002年に閉鎖された。2005年に計画されていた利用のために解体と整地が始まった。これによりこの街に遺された最後の煙突のうちの1つが破壊された。住宅地は2007年から2010年に建設された。
- ミルパ＝ゲレンデ: 市の中心部の旧ミルパ工場跡地にある。ショッピングセンター「タウヌス＝カレ」のほかに、売買契約が完了しタウヌス＝ケレの構想が発表された2010年3月以降[35]、バーン通り（駅前通り）沿いに多くの共同住宅が設けられている[36]。

### 教育

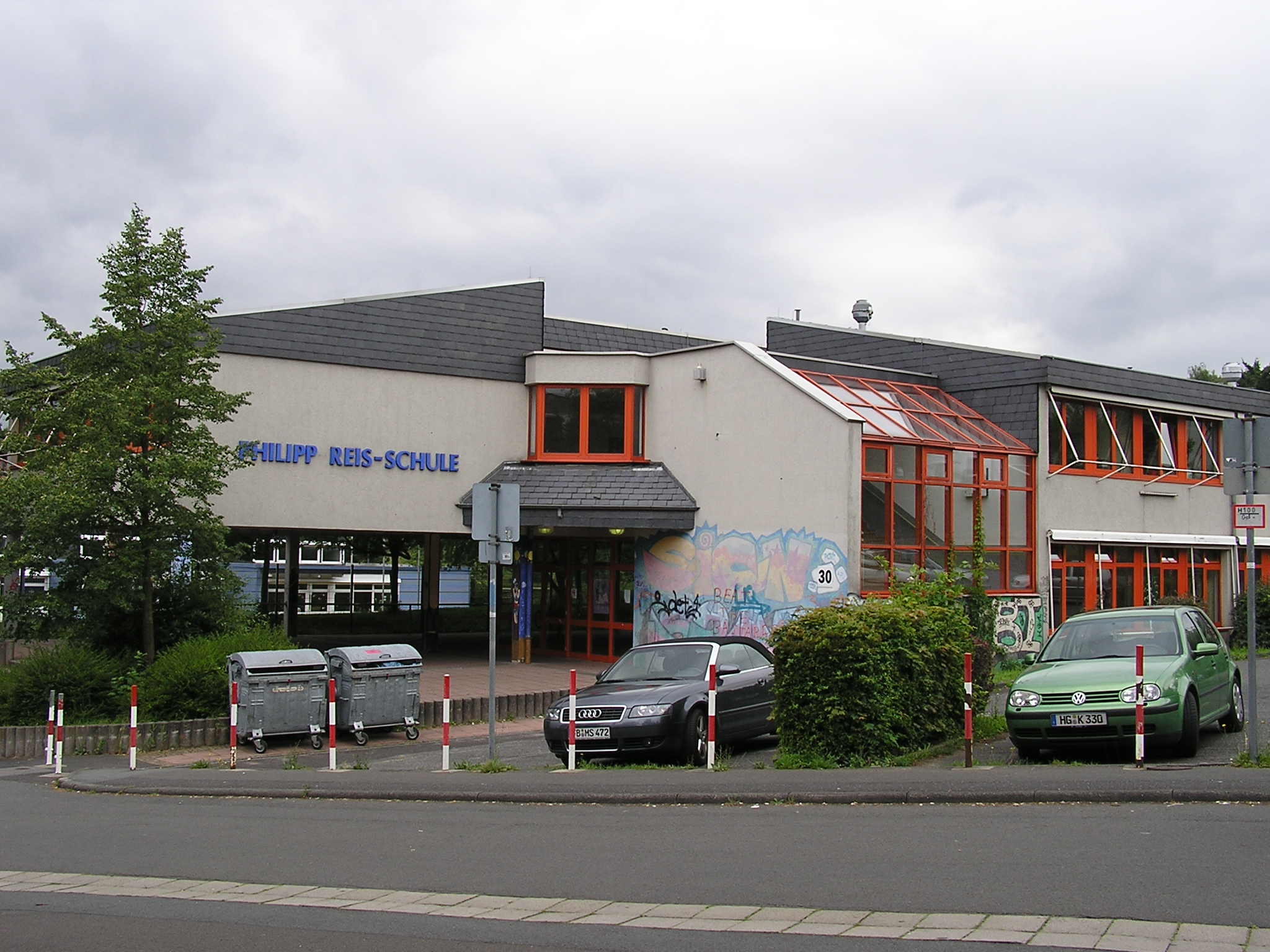
フィリップ＝ライス＝シューレ

フリードリヒスドルフには4つの地区にそれぞれ1校ずつ基礎課程学校がある。中核市区の基礎課程学校はペーター＝ヘルトリング＝シューレ、ゾイルベルクのそれはハルトヴァルトシューレ・ゾイルベルクと呼ばれる。
ペーター＝ヘルトリング＝シューレのすぐ隣、ホーアー・ヴェーク沿いに、1969年に設立されたフィリップ＝ライス＝シューレ（ギムナジウム上級学年を含む総合学校）があった。ここには約 1,600 人の生徒が学んでいる。この学校は、学生食堂を持つ全日制学校として、シェーファーボルンとシュピースヴァルトとの間に新校舎が建設され、2012年1月から使用されている。
2004年から2015年までフゲノッテン通りに、保育所を伴う私立基礎課程学校およびギムナジウムのライン＝マイン国際モンテッソーリ・スクール (RIMS) があった。RIMSは2006年から2007年かけて増改築がなされた。
さらにフリードリヒスドルフはヘッセン農民大学の所在地である。この教育施設は1949年にはすでに農業と農村地域に住む人々の中心的な教育施設となっていた。

## 人物

### 出身者
- ポール・セレゾル（ドイツ語版、英語版）（1832年 - 1905年）政治家、法学者
- ピエール・ジャン・エドゥアルト・デゾール（ドイツ語版、英語版）（1811年 - 1882年）地質学者、博物学者
- カール・ヴィリー・ヴァーグナー（ドイツ語版、英語版）（1883年 - 1953年）電子工学者、電子フィルターの開発者

### ゆかりの人物
- ヨハン・フィリップ・ライス（1834年 - 1874年）発明家、この街で電話を発明した
- カール・ヘルベルト・シェール（1928年 - 1991年）SF作家
- ユルゲン・ヘルライン（ドイツ語版、英語版）（1962年 - ）法学者